# Waramin
Waramin (perski: ورامين) – miasto w Iranie, w ostanie Teheran. W 2006 roku miasto liczyło 208 569 mieszkańców w 53 639 rodzinach.